# Човек не съм убивал
„Човек не съм убивал“ е български игрален филм (драма) от 1982 година на режисьора Рашко Узунов, по сценарий на Росен Босев. Оператор е Георги Матеев. Музиката във филма е композирана от Райчо Любенов.

## Сюжет
Методи е енергичен, амбициозен млад човек, който живее в малък провинциален град. Той е преуспял, ценят го, но се чувства неудовлетворен, мечтае да „завладее“ столицата. В желанието си да постигне тази цел не подбира средствата. Не жали сили и не се спира пред нищо. Макар на пръв поглед да изглежда отзивчив и добронамерен, действията му са грижливо обмислени ходове, които повлияват върху съдбата на заобикалящите го. Неговата философия е философията на хора, които казват: „Какво толкова – нали човек не съм убил!“.

## Награди
- НАГРАДАТА НА СБФД ЗА СЦЕНАРИЙ, Южна пролет, (Хасково, 1983).

## Актьорски състав
- Георги Новаков – Методи
- Никола Стефанов – Стефан
- Анани Явашев – Борис
- Красимира Петрова – Лили
- Вълчо Камарашев – Бай Киро
- Инна Симеонова – Ани
- Петър Вучков – Неделчев
- Иван Янчев – Ротев
- Георги Мамалев – Геодим
- Иван Джамбазов
- Павел Поппандов
- Васил Димитров
- Владимир Русинов
- Асен Кисимов
- Петър Гетов
- Евстати Стратев
- Стоян Стойчев
- Огнян Узунов
- Николай Томов
- Любомир Кирилов
- Владимир Давчев
- Димитър Милушев
- Михаил Михайлов
- Галина Котева
- Лора Керанова
- Мария Карел
- Катя Чукова
- Димитър Георгиев
- Калин Арсов
- Пламен Петков
- Стефка Кацарска
- Красимира Казанджиева
- Адриана Андреева
- Добри Добрев
- Николай Узунов